# Tindfjöll

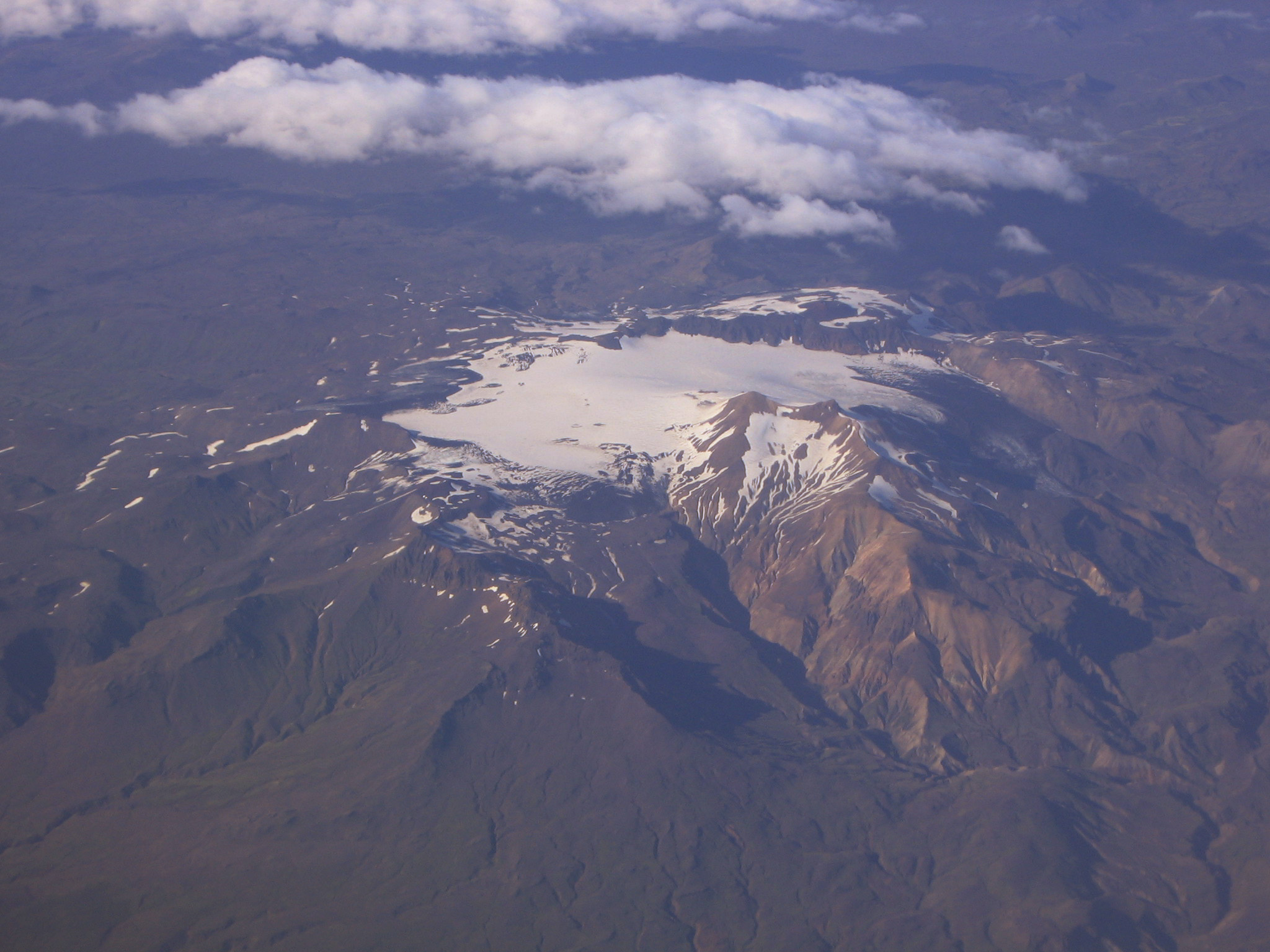
Die Tindfjöll mit dem Tindfjallajökull vom Flugzeug gesehen

Die Tindfjöll (1251 m) sind ein vergletscherter Gebirgszug im Süden von Island. Ihren Namen haben sie daher, dass sie im Vergleich zu den umgebenden Bergen eher schroffe Spitzen tragen (tindar = Spitzen). Sie liegen im Süden des Landes und grenzen an die Þórsmörk und den Mýrdalsjökull.
Sie sind dem dazugehörigen Gletscher Tindfjallajökull vorgelagert.
Es handelt sich auch hier um einen Vulkan, dessen große Caldera sichtbar ist. Ein bedeutender Ausbruch mit pyroklastischen Strömen fand vor 52.000 Jahren statt.